# 세바스찬 (영화)
세바스찬(Sebastiane)은 영국에서 제작된 데릭 저먼 감독의 1976년 드라마, 스릴러 영화이다. 바니 제임스 등이 주연으로 출연하였고 하워드 말린 등이 제작에 참여하였다.

## 출연

### 주연
- 바니 제임스
- 닐 케네디

### 조연
- 레오나르도 트레비그리오
- 리처드 워윅
- 도널드 던햄